# Liste des ministres haïtiens des Affaires étrangères
 (septembre 2013).
Si vous disposez d'ouvrages ou d'articles de référence ou si vous connaissez des sites web de qualité traitant du thème abordé ici, merci de compléter l'article en donnant les références utiles à sa vérifiabilité et en les liant à la section « Notes et références ».

Photo d' Horace Pauléus Sannon, ministre des affaires étrangères d'Haitï en 1906.

Le poste de ministre des Affaires étrangères d'Haïti a varié au cours des ans. Il fut établi en 1807 par Henri Christophe puis suspendu après son règne. Le poste sera rétabli en 1843 et renommé Relations extérieures. Par la loi du 31 octobre 1957, le titre changea en secrétaire d'État des Affaires étrangères. La constitution du 27 août 1983 renomma le poste en ministre des Affaires étrangères. Le titulaire est aussi appelé Chancelier haïtien.

## Liste
- février 1807 - 6 décembre 1812 : Joseph Rouanez, duc de Morin
- décembre 1812 - mai 1820 : Julien Prévost, comte de Limonade
- (Poste suspendu)
- 4 avril 1843 - 7 janvier 1844 : Philippe Guerrier
- 7 janvier 1844 - 3 mai 1844 : Hérard Dumesle
- 3 mai 1844 - 1er mars 1846 : Jacques Hyppolite
- 2 mars 1846 - 27 juillet 1847 : Alexis Dupuy
- 27 juillet 1847 - 30 septembre 1847 : Jean Elie
- 30 septembre 1847 - 9 avril 1848 : Alexis Dupuy (2e fois)
- 9 avril 1848 - 26 décembre 1848 : Lysius Salomon
- 31 décembre 1848 - 15 janvier 1859 : Louis Dufrène (duc de Tiburon)
- 17 janvier 1859 - 28 janvier 1860 : André Jean-Simon
- 28 janvier 1860 - 8 juillet 1862 : Victorin Plésance
- 8 juillet 1862 - 13 août 1866 : Théodate Philippeaux
- 13 août 1866 - 7 mars 1867 : Thomas Madiou
- 7 mars 1867 - 13 mars 1867 : Linstant de Pradines
- 8 mai 1867 - 21 juillet 1867 : André Germain
- 21 juillet 1867 - 20 mai 1868 : Demesvar Delorme
- 20 mai 1868 - 3 août 1868 : Daguesseau Lespinasse
- 3 août 1868 - 19 février 1869 : Alexandre Tate
- 19 février 1869 - 6 septembre 1869 : Charles Archin
- 6 septembre 1869 - 29 décembre 1869 : Dasny Labonté
- 29 décembre 1869 - 23 mars 1870 : Sauveur Faubert
- 23 mars 1870 - 7 mai 1870 : Benomy Lallemand
- 7 mai 1870 - 27 juin 1870 : Sauveur Faubert (2e fois)
- 27 juin 1870 - 11 mai 1871 : Volmar Laporte
- 11 mai 1871 - 19 juin 1871 : Normil Sambour
- 19 juin 1871 - 29 juin 1871 : Charles Haentjens
- 29 juin 1871 - 31 décembre 1871 : Darius Denis
- 2 janvier 1872 - 9 mai 1873 : Liautaud Ethéart
- 9 mai 1873 - 8 juillet 1873 : Octavius Rameau (a. i.)
- 8 juillet 1873 - 15 juin 1874 : Joseph Lamothe
- 15 juin 1874 - 15 avril 1876 : Raoul Excellent
- 24 avril 1876 - 20 juillet 1876 : Hannibal Price
- 20 juillet 1876 - 23 août 1877 : Liautaud Ethéart (2e fois)
- 23 août 1877 - 1er septembre 1878 : Félix Carrié
- 1er septembre 1878 - 14 novembre 1878 : Ernest Roumain
- 14 novembre 1878 - 1er septembre 1879 : Liautaud Ethéart (3e fois)
- 1er septembre 1879 - 3 octobre 1879 : Joseph Lamothe
- 3 octobre 1879 - 23 octobre 1879 : Lysius Salomon (3e fois)
- 3 novembre 1879 - 26 août 1881 : Charles Laforesterie
- 26 août 1881 - 31 décembre 1881 : Brutus Saint-Victor
- 31 décembre 1881 - 20 août 1883 : Jean-Baptiste Damier
- 20 août 1883 - 13 mars 1884 : Callisthène Fouchard
- 14 mars 1884 - 10 août 1888 : Brutus Saint-Victor (2e fois)
- 1er septembre 1888 - 16 octobre 1888 : François Denys Légitime
- 16 octobre 1888 - 19 décembre 1888 : Osman Piquant
- 19 décembre 1888 - 20 juin 1889 : Eugène Margron
- 20 juin 1889 - 3 août 1889 : Solon Ménos
- 3 août 1889 - 3 mai 1891 : Anténor Firmin (2e fois)
- 3 mai 1891 - 19 août 1891 : Hugon Lechaud
- 19 août 1891 - 11 août 1892 : Charles Archin (2e fois)
- 11 août 1892 - 19 mai 1894 : Edmond Lespinasse
- 19 mai 1894 - 27 décembre 1894 : Frédéric Marcelin
- 27 décembre 1894 - 17 décembre 1896 : Pourcely Faine
- 17 décembre 1896 - 26 juillet 1897 : Anténor Firmin (3e fois)
- 26 juillet 1897 - 13 décembre 1897 : Solon Ménos
- 13 décembre 1897 - 12 mai 1902 : Brutus Saint-Victor (3e fois)
- 20 mai 1902 - 4 avril 1903 : Cadet Jérémie
- 4 avril 1903 - 30 juin 1903 : Auguste Bonamy
- 30 juin 1903 - 21 mai 1906 : Murville Férère
- 21 mai 1906 - 17 février 1908 : Horace Pauléus Sannon
- 14 mars 1908 - 30 novembre 1908 : Louis Borno
- 8 décembre 1908 - 19 décembre 1908 : J.J.F. Magny
- 19 décembre 1908 - 15 février 1910 : Murat Claude
- 15 février 1910 - 20 juillet 1911 : Pétion Pierre-André
- 20 juillet 1911 - 2 août 1911 : Cadet Jérémie (2e fois)
- 4 août 1911 - 16 août 1911 : Tertulien Guilbaud
- 16 août 1911 - 4 mai 1913 : Jacques Nicolas Léger
- 17 mai 1913 - 8 février 1914 : Etienne Mathon
- 8 février 1914 - 10 mai 1914 : Jacques Nicolas Léger (2e fois)
- 10 mai 1914 - 11 novembre 1914 : Enoch Désert
- 11 novembre 1914 - 12 décembre 1914 : Justin Joseph
- 12 décembre 1914 - 16 février 1915 : Louis Borno (2e fois)
- 16 février 1915 - 27 février 1915 : Cadet Jérémie (3e fois)
- 27 février 1915 - 9 mars 1915 : Auguste Bonamy (2e fois)
- 9 mars 1915 - 27 juillet 1915 : Ulrick Duvivier
- 14 août 1915 - 9 septembre 1915 : Horace Pauléus Sannon (2e fois)
- 9 septembre 1915 - 17 avril 1917 : Louis Borno (3e fois)
- 17 avril 1917 - 3 juillet 1917 : Furcy Châtelain
- 3 juillet 1917 - 20 juin 1918 : Edmond Dupuy
- 20 juin 1918 - 19 décembre 1918 : Louis Borno (4e fois)
- 19 décembre 1918 - 17 octobre 1919 : Constantin Benoit
- 17 octobre 1919 - 15 mai 1922 : Justin Barau
- 15 mai 1922 - 27 novembre 1922 : Léon Déjean
- 27 novembre 1922 - 27 septembre 1923 : Félix Magloire
- 27 septembre 1923 - 20 octobre 1924 : Camille Léon
- 20 octobre 1924 - 17 mars 1926 : Léon Déjean (2e fois)
- 17 mars 1926 - 20 avril 1926 : Georges Gentil
- 20 avril 1926 - 15 novembre 1926 : Edmond Montas
- 15 novembre 1926 - 25 novembre 1929 : Camille Léon (2e fois)
- 25 novembre 1929 - 15 mai 1930 : Antoine Sansaricq
- 15 mai 1930 - 19 août 1930 : Frédéric Bernardin
- 19 août 1930 - 22 novembre 1930 : Emmanuel Volel
- 22 novembre 1930 - 18 mai 1931 : Horace Pauléus Sannon (3e fois)
- 18 mai 1931 - 15 juillet 1932 : Abel Nicolas Léger
- 15 juillet 1932 - 20 septembre 1933 : Albert Blanchet
- 20 septembre 1933 - 24 décembre 1934 : Léon Laleau
- 24 décembre 1934 - 16 mars 1935 : Lucien Hibbert
- 16 mars 1935 - 10 octobre 1936 : Yrech Châtelain
- 10 octobre 1936 - 15 septembre 1938 : Georges Léger (*le 100e Chancelier D'Haiti*)
- 15 septembre 1938 - 10 octobre 1940 : Léon Laleau (2e fois)
- 10 octobre 1940 - 15 mai 1941 : Fernand Dennis
- 15 mai 1941 - 9 juin 1942 : Charles Fombrun
- 9 juin 1942 - 21 mai 1943 : Serge Défly
- 21 mai 1943 - 11 janvier 1946 : Gérard Lescot
- 12 janvier 1946 - 16 août 1946 : Antoine Levelt
- 19 août 1946 - 10 avril 1947 : Jean Price Mars
- 10 avril 1947 - 26 novembre 1948 : Edmée Manigat
- 26 novembre 1948 - 14 octobre 1949 : Timoléon C. Brutus
- 14 octobre 1949 - 10 mai 1950 : Vilfort Beauvoir
- 10 mai 1950 - 6 décembre 1950 : Antoine Levelt (2e fois)
- 6 décembre 1950 - 29 février 1952 : Jacques Léger
- 29 février 1952 - 1er avril 1953 : Albert Ethéart
- 1er avril 1953 - 31 juillet 1954 : Pierre Liautaud
- 31 juillet 1954 - 6 septembre 1955 : Mauclair Zephirin
- 6 septembre 1955 - 14 décembre 1956 : Joseph D. Charles
- 14 décembre 1956 - 9 février 1957 : Jean Price Mars (2e fois)
- 9 février 1957 - 2 avril 1957 : Evremont Carrié
- 6 avril 1957 - 25 mai 1957 : Vilfort Beauvoir (2e fois)
- 27 mai 1957 - 14 juin 1957 : Joseph Buteau
- 14 juin 1957 - 22 octobre 1957 : Louis Roumain
- 22 octobre 1957 - 17 juin 1958 : Vilfort Beauvoir (3e fois)
- 17 juin 1958 - 19 décembre 1959 : Louis Mars
- 19 décembre 1959 - 25 octobre 1960 : Raymond A. Moyse
- 25 octobre 1960 - 30 mai 1961 : Joseph Baguidy
- 30 mai 1961 - 22 avril 1971 : René Chalmers
- 22 avril 1971 - 20 mars 1974 : Adrien Raymond
- 20 mars 1974 - 3 novembre 1978 : Edner Brutus
- 3 novembre 1978 - 13 novembre 1979 : Gérard Dorcely
- 13 novembre 1979 - 5 janvier 1981 : Georges Salomon
- 5 janvier 1981 - 3 février 1982 : Edouard Francisque
- 3 février 1982 - 30 décembre 1985 : Jean-Robert Estimé
- 30 décembre 1985 - 7 février 1986 : Georges Salomon (2e fois)
- 7 février 1986 - 24 mars 1986 : Jacques A. François
- 24 mars 1986 - 5 janvier 1987 : Jean-Baptiste Hilaire
- 5 janvier 1987 - 7 février 1988 : Hérard Abraham
- 12 février 1988 - 20 juin 1988 : Gérard Latortue
- 20 juin 1988 - 18 septembre 1988 : Hérard Abraham (2e fois)
- 18 septembre 1988 - 12 mai 1989 : Serge Elie Charles
- 12 mai 1989 - 16 mars 1990 : Yvon Perrier
- 16 mars 1990 - 24 août 1990 : Kesler Clermont
- 24 août 1990 - 27 septembre 1990 : Alec Toussaint
- 27 septembre 1990 - 7 février 1991 : Paul C. Latortue
- 19 février 1991 - 19 septembre 1991 : Marie-Denise Fabien Jean-Louis (f)
- 19 septembre 1991 - 30 septembre 1991 : Jean-Robert Sabalat
- 15 octobre 1991 - 16 décembre 1991 : Jean-Jacques Honorat
- 16 décembre 1991 - 19 juin 1992 : Jean-Robert Simonise
- 19 juin 1992 - 1er septembre 1993 : François Benoît
- 1er septembre 1993 - 16 mai 1994 : Claudette Werleigh (f)
- 16 mai 1994 - 8 novembre 1994 : Charles Anthony David
- 8 novembre 1994 - 7 novembre 1995 : Claudette Werleigh (f) (2e fois)
- 7 novembre 1995 - 2 mars 2001 : Fritz Longchamp
- 2 mars 2001 - 29 février 2004 : Philippe Antonio Joseph
- 17 mars 2004 - 28 janvier 2005 : Yvon Siméon
- 28 janvier 2005 - 9 juin 2006 : Hérard Abraham (3e fois)
- 9 juin 2006 - 5 septembre 2008 : Rénald Clérismé
- 5 septembre 2008 - novembre 2009 : Alrich Nicolas
- novembre 2009 - 24 octobre 2011 : Marie Michèle Rey (f)
- 24 octobre 2011 - 6 août 2012 : Laurent Lamothe
- 6 août 2012 - 2 avril 2014 : Pierre-Richard Casimir
- 2 avril 2014 - 27 avril 2015 : Duly Brutus
- 27 avril 2015 - 23 mars 2016 : Lener Reneaud
- 23 mars 2016 - 13 mars 2017 : Pierrot Delienne
- 13 mars 2017 - 17 septembre 2018 : Antonio Rodrigue
- 17 septembre 2018 - 5 mars 2020 : Bocchit Edmond
- 5 mars 2020 - 24 novembre 2021 : Claude Joseph
- 25 novembre 2021 - 12 juin 2024  : Jean Victor Généus
- 12 juin 2024 - 16 novembre 2024 : Dominique Dupuy
- 16 novembre 2024 -  : Jean Harvel Victor Jean-Baptiste